# Операция «Rolling Thunder»
«Раскаты грома» (англ. Rolling Thunder) — кодовое название кампании бомбардировок Демократической Республики Вьетнам (ДРВ) авиацией США во время Вьетнамской войны.
Операция «Раскаты грома» проводилась со 2 марта 1965 по 31 октября 1968 года во время президентства Линдона Джонсона и была самой длительной бомбардировочной кампанией после окончания Второй мировой войны.

## Предшествующие события
29 октября 1964 года Уильям П. Банди (советник президента США) выступил с предложением в качестве акта возмездия за ту или иную крупную акцию Вьетконга на юге Вьетнама нанести массированный удар по объектам на территории ДРВ силами авиации США, и это предложение поддержали главнокомандующий вооружёнными силами США в районе Тихого океана адмирал Улисс Шарп и Объединенный комитет начальников штабов.
18 ноября 1964 американские самолёты F-100 и T-28 совершили вторжение в воздушное пространство ДРВ из воздушного пространства Лаоса и атаковали один из районов провинции Куангбинь. 27 ноября 1964 было опубликовано сообщение ТАСС, в котором СССР оценил действия США как грубое посягательство на суверенитет ДРВ.
В конце января 1965 года Объединённый комитет начальников штабов представил список целей для нанесения ударов с воздуха в рамках программы, получившей название «Пылающее копьё» (англ. «Flaming Dart»).
В ночь с 6 на 7 февраля 1965 силы Национального фронта освобождения Южного Вьетнама (НФОЮВ) атаковали американский аэродром под Плейку и расположенную в семи километрах от него вертолётную базу в Кэмп-Холлоуэй. 137 американцев получили ранения, девять погибли, было также выведено из строя и уничтожено шестнадцать вертолётов и повреждено шесть самолётов. Практически сразу же президент США Л. Б. Джонсон приказал нанести удар по целям в рамках программы «Пылающее копьё». Рейд оказался не слишком успешным, поскольку принимавшие решение о его проведении гражданские лица не смогли учесть возможностей авиации и особенностей объектов, но правительство США публично объявило об «адекватном акте возмездия».
10 февраля НФОЮВ атаковали места расквартирования сержантского состава США в Куи-Нгоне, убив 23 и ранив 21 военнослужащего. В ответ самолёты ВМФ США бомбили военный лагерь в Чань-Хоа на юге ДРВ, а южновьетнамские летчики атаковали Вит-Ту-Лу. В этот раз правительство США охарактеризовало операции как общий ответ «на постоянное проявление агрессии со стороны Вьетконга и северных вьетнамцев».
13 февраля 1965 года президент США Л. Б. Джонсон распорядился о начале «программы проводимых совместно с Южным Вьетнамом взвешенных и ограниченных воздушных рейдов по выборочным целям на территории ДРВ», которая получила наименование «Раскаты грома» и продолжалась три с половиной года.

## История
Первый авианалёт на ДРВ в рамках программы «Раскаты грома» был выполнен 2 марта 1965 года.
4 апреля 1965 года американцы понесли первые потери — в воздушном бою северовьетнамские лётчики на истребителях МиГ-17 сбили два американских истребителя-бомбардировщика F-105, потеряв три собственных самолёта.
В течение 1965 года имели место массированные бомбардировки ВВС США объектов на территории ДРВ: железных и шоссейных дорог, объектов гражданской промышленности (в том числе, построенной с помощью СССР первой очереди крупной ТЭС в Уонгби), также имело место целенаправленное уничтожение посевов сельскохозяйственных культур, на которые сбрасывали химические вещества. В июле 1965 года ДРВ и СССР подписали соглашение о помощи СССР в развитии народного хозяйства и укреплении обороноспособности ДРВ.
21—22 августа 1967 большие группы самолётов ВВС США совершили налёты на северные и южные пригороды и центральную часть Ханоя, в результате налёта была разбита больница в центральном районе Хоан Кием недалеко от озера Возвращённого Меча. Кроме того, 21—22 августа 1967 года авиация США нанесла бомбовые удары по дамбам на реке Зыонг в районе Донгань и Зиалан, а 23 августа 1967 — сбросила 700 бомб на дамбы на реке Трали.

## Результаты
В ходе стратегических бомбардировок ДРВ проходили испытания новые образцы вооружения и авиатехники ВВС США (в частности, именно здесь имело место первое боевое применение самолётов F-4 и F-111).
Особенностью бомбардировок являлось уничтожение гражданского населения и не имевших военного значения объектов гражданской инфраструктуры ДРВ (в том числе, сожжение целых деревень), а также уничтожение посевов на рисовых полях с целью вызвать неурожай и голод на территории ДРВ.

### «Вбомбить в каменный век»
Генерал ВВС США Кёртис Лемей, один из главных пропонентов проведения данной операции, оценивая её результаты и критикуя президентскую администрацию Линдона Джонсона за недостаточные по его мнению усилия в деле нанесения авиаударов по Северному Вьетнаму, тогда же надиктовывал журналисту Маккинли Кантору свою автобиографию и интервью на различные актуальные темы, которые Кантор затем обрабатывал в читабельный вид для публикации в книге «Миссия с Лемеем» (Mission With LeMay). На странице 565 указанной книги приводится одна из цитат генерала, которую часто цитируют в сокращённом виде. Полностью она выглядит следующим образом:

Мой рецепт решения проблемы таков: Сказать им честно, что либо они [правительство ДРВ] втянут свои рога и прекратят свою агрессию, либо мы их вбомбим обратно в каменный век. И мы столкнём их в каменный век не сухопутными силами, а нашей воздушной или морской мощью.
Оригинальный текст (англ.)My solution to the problem would be to tell them frankly that they've got to draw in their horns and stop their aggression, or we’re going to bomb them back into the Stone Age. And we would shove them back into the Stone Age with Air power or Naval power—not with ground forces.
Указанная фраза стала крылатой и регулярно цитировалась в контексте американского империализма. Сам же Лемей впоследствии отказывался от авторства фразы, ссылаясь на то, что был слишком уставшим, чтобы вычитывать полностью тексты стенограмм его интервью после литературной обработки, его апологетами фраза списывалась на слишком вольный пересказ Кантором слов генерала.
См. также: Уничтожить город, чтобы спасти его